# Werner Beinhauer
Werner Beinhauer (* 9. März 1896 in Neustadt an der Weinstraße; † 1. Januar 1983 in Köln) war ein deutscher Romanist und Hispanist.

## Leben und Werk

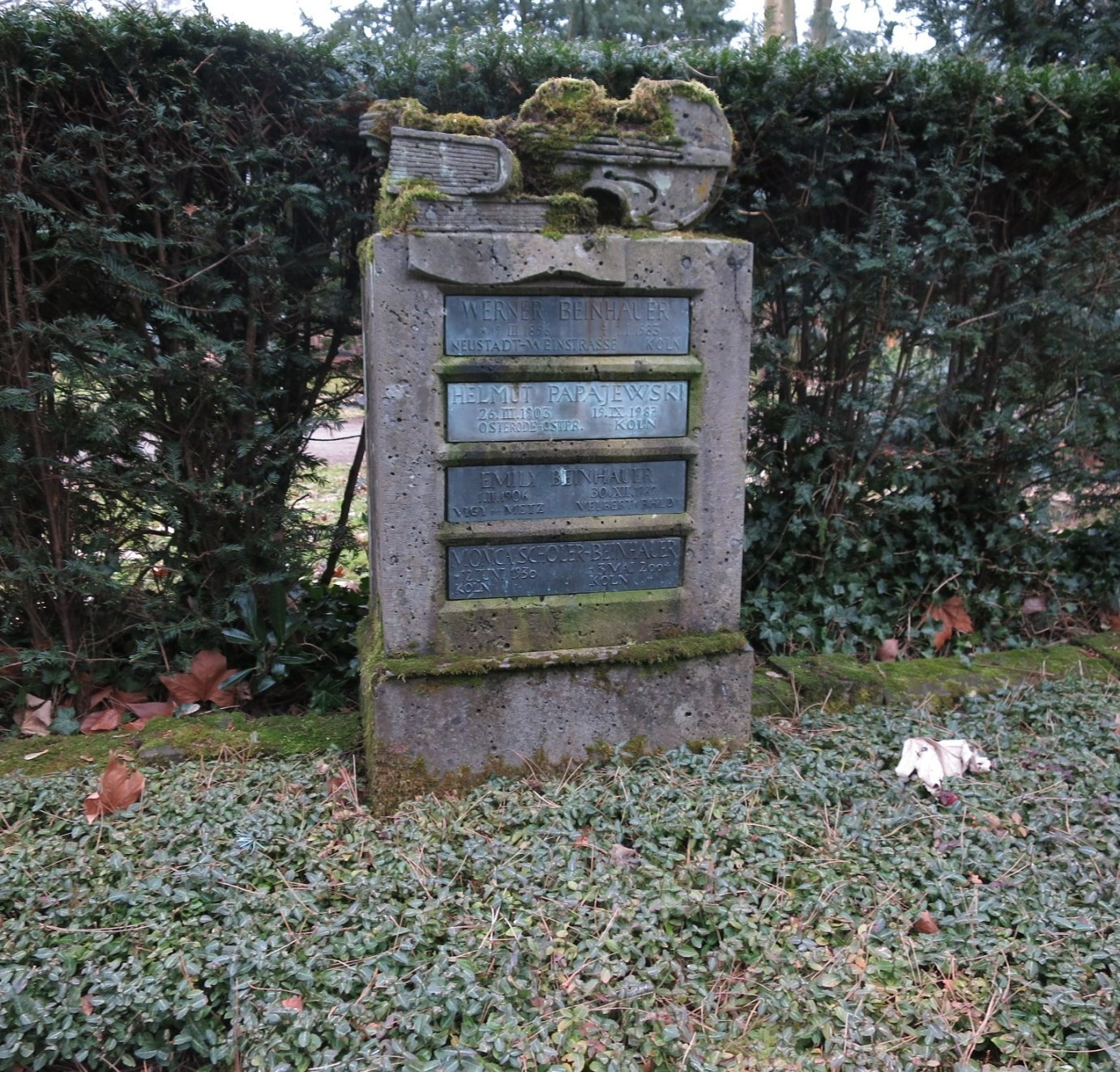
Werner Beinhauer – Grab auf Melaten-Friedhof

Beinhauer promovierte 1923 in Bonn bei Leo Spitzer mit Beiträge zur Kenntnis der spanischen Umgangssprache. Vorbild dieser Untersuchung war Spitzers Buch Italienische Umgangssprache (Bonn 1922). Ab 1924 war Beinhauer Lektor für Spanisch in Köln. Von 1942 bis 1953 war er Kriegsteilnehmer und in sowjetischer Kriegsgefangenschaft. Nach seiner Rückkehr wurde er (in Wiederaufnahme des 1942 unterbrochenen Verfahrens) zum Honorarprofessor ernannt und lehrte auch noch nach seiner Entpflichtung. 1966 wurde er mit dem Spanischen Verdienstkreuz ausgezeichnet.
Werner Beinhauer starb am 1. Januar 1983 und wurde in Köln auf dem Melaten-Friedhof (Flur 84) begraben.

## Weitere Werke
- Frases y dialogos de la vida diaria, Leipzig 1925, 3. Auflage Leipzig 1940
- Spanische Umgangssprache, Berlin 1930, 2. Auflage Bonn 1958
- Spanische Unterrichtssprache. Ein Hilfsbuch für höhere Lehranstalten, Berlin 1931, 2. Auflage München 1960
- Spanischer Sprachhumor  (Augenblicksbildungen), Bonn/Köln 1932, New York 1968
- Der spanische Nationalcharakter, Paderborn 1937 (spanisch: El Caracter español, Madrid 1944)
- La España nueva,  Paderborn 1938
- 1000 idiomatische spanische Redensarten. Mit Erklärungen und Beispielen, Berlin 1939
- Das Tier in der spanischen Bildsprache, Hamburg 1949
- Humorismo español, Paderborn 1961
- El español coloquial, Versión española de Fernando Huarte Morton. Prólogo de Dámaso Alonso, Madrid 1963, 2. Auflage Madrid 1968, 3. Auflage Madrid 1991
- El humorismo en el español hablado: improvisadas creaciones espontáneas, Prólogo de Rafael Lapesa, Madrid 1973
- Obsesión por lo humano, Avila 1975
- Stilistisch-phraseologisches Wörterbuch spanisch-deutsch, München 1978
- 1000 idiomatische Redensarten Spanisch, Berlin 1980